# I. e. 58
Évszázadok: i. e. 2. század – i. e. 1. század – 1. század
Évtizedek: i. e. 100-as évek – i. e. 90-es évek – i. e. 80-as évek – i. e. 70-es évek – i. e. 60-as évek – i. e. 50-es évek – i. e. 40-es évek – i. e. 30-as évek – i. e. 20-as évek – i. e. 10-es évek – i. e. 1-es évek
Évek: i. e. 63 – i. e. 62 – i. e. 61 – i. e. 60 –  i. e. 59 – i. e. 58 – i. e. 57 – i. e. 56 – i. e. 55 – i. e. 54 – i. e. 53

## Események

### Róma
- Lucius Calpurnius Piso Caesoninust (Caesar apósát) és Aulus Gabiniust választják consulnak.
- A populista Publius Clodius Pulchert néptribunussá választják és több törvényt elfogadtat, többek között:
  - ingyenessé teszi a római polgárok számára kiosztott gabonát
  - annektálja Ciprust, amelynek királya, Ptolemaiosz korábban megalázóan kis váltságdíjat ajánlott a kalózok által elfogott Pulcherért. Ptolemaiosz öngyilkos lesz, a sziget kormányzójául ifjabb Catót jelölik ki, leginkább azért, hogy eltávolítsák Rómából.
  - elrendeli, hogy visszamenőleges hatállyal is száműzni kell azt, aki római polgárt bírósági ítélet nélkül kivégeztet. Ez a törvény Cicero ellen irányul, aki a Catilina-összeesküvés idején végeztett ki összeesküvőket a szenátus határozatára hivatkozva. Cicerot Görögországba száműzik, házát elkobozzák és Libertas-templomot emelnek a helyén.
- Pompeius kezdeményezi Cicero visszahívását, mire Pulcher ráuszítja Róma utcáit terrorizáló fegyveres bandáit; Pompeius az év végéig beszorul a házába.
- Caesar távozik Rómából, hogy megkezdje a rábízott provinciák (Gallia Cisalpina, Gallia Narbonensis és Illyricum) kormányzását. Négy légió áll a rendelkezésére, amelyekkel már harcolt együtt Hispániában; ezek mellé két másikat toboroz.
- A mai Svájc területén élő gall helvétek az északi és keleti germán törzsek nyomása miatt úgy döntenek, hogy nyugatra vándorolnak. Gallia Narbonensis határához érve áthaladást kérnek, amit a kormányzó, Caesar megtagad és a helvétek észak felé fordulnak. Caesar, aki adósságai miatt keresi a zsákmányolással kecsegtető háború lehetőségét, megtámadja a helvéteket. Megkezdődik a gall háború. Caesar a bibractei csatában legyőzi a helvéteket és visszakényszeríti őket korábbi szállásterületükre, hogy ütközőzónaként szolgáljanak a germánok felé.
- További hódítási lehetőséget keresve felszólítja a három évvel korábban Észak-Galliába vándorolt germán szvébeket, hogy szolgáltassák vissza a Rómával szövetséges aedui gall törzs által adott túszokat és több germán ne keljen át nyugat felé a Rajnán. Ariovistus szvéb király (akivel a szenátus az előző évben szövetséget kötött) barátságáról biztosítja Caesart, ám a szvébek szövetségesei, a harudes törzs megtámadja az aedui törzset, a szvéb klánok pedig a segítségükre sietnek. Caesar ezt elegendő casus bellinek tekinti és vesontiói csatában legyűzi a szvébeket, majd visszaszorítja őket a Rajnán túlra.

### Egyiptom
- Ciprus elvesztése miatt zavargásokra kerül sor Alexandriában és egy palotaforradalom elűzi XII. Ptolemaioszt. Helyére lánya, IV. Bereniké kerül, aki VI. Kleopátra Trüphainával (Ptolemaiosz feleségével vagy lányával) uralkodik közösen.

## Születések
- Livia Drusilla Augusta, Augustus felesége, római császárné
- Tongmjong kogurjói király

## Halálozások
- Ptolemaiosz, ciprusi király

## Fordítás
- Ez a szócikk részben vagy egészben  a(z)   58 av. J.-C. című francia Wikipédia-szócikk ezen változatának fordításán alapul.  Az eredeti cikk szerkesztőit annak laptörténete sorolja fel. Ez a jelzés csupán a megfogalmazás eredetét és a szerzői jogokat jelzi, nem szolgál a cikkben szereplő információk forrásmegjelöléseként.